# 雪花下美鮨
雪花下美鮨，為輻鰭魚綱鱸形目鱸亞目鮨科的其中一種，被IUCN列為次級保育類動物，分布於西大西洋區，從加拿大至巴西南部海域，棲息深度可達30-525公尺，體長可達122公分，生活在岩石底質海域，為底棲性魚類，屬肉食性，以魚類、甲殼類、頭足類、腹足類等為食，可做為食用魚。

## 擴展閱讀
- 雪花下美鮨的图片 （页面存档备份，存于）